# Torbjörn Lundquist
Pour les articles homonymes, voir Lundquist.
Œuvres principales
- Concerto da camera pour accordéon
- 9 symphonies
- Sekund av evighet, opéra
...
Torbjörn (Iwan) Lundquist, né le 30 septembre 1920 à Stockholm et mort le 1er juillet 2000 dans la commune d'Enköping (localité de Grillby), est un compositeur et chef d'orchestre suédois.

## Biographie
En 1945, Torbjörn Lundquist intègre l'Université d'Uppsala, où il apprend la théorie musicale avec Issay Dobrowen et la composition avec Dag Wirén. Ultérieurement, il étudie la direction d'orchestre en Autriche avec Otmar Suitner. De 1949 à 1956, il dirige l'orchestre du Théâtre du château de Drottningholm.
Ses compositions (essentiellement tonales) sont influencées par divers courants de la musique contemporaine, ainsi que par le folklore suédois et le jazz. Parmi elles figurent notamment de la musique de chambre, des concertos, neuf symphonies et de la musique vocale (dont un opéra, des mélodies pour voix et piano et des pièces pour chœur a cappella). À noter aussi que plusieurs de ses œuvres font intervenir l'accordéon (dont de nombreuses pièces solo et quatre concertos).
Il est également l'auteur des musiques de vingt-huit films suédois sortis entre 1954 et 1971 (dont Le Père d'Alf Sjöberg en 1969, avec Gunnel Lindblom). 

## Compositions

### Pièces pour accordéon

#### Accordéon solo
- 1963 : Partita piccola
- 1965 : Metamorphoses
- 1966 : Neuf inventions à deux voix
- 1967 : Plasticity (thème et variations)
- 1967 : Sonatina piccola (révisée en 1983)
- 1967 : Allerlei (20 pièces pédagogiques)
- 1968 : Botany Play
- 1971 : Microscope (21 pièces pédagogiques)
- 1972 : Lappri
- 1981 : Assoziationen

#### Plusieurs accordéons
- 1968 : Ballad, pour deux accordéons (trois mouvements)
- 1972 : Copenhagen Music pour accordéon solo et quintette d'accordéons
- 1979 : Bellows symphony, pour deux accordéons

#### Musique de chambre avec accordéon
- 1966 : Bewegungen pour accordéon et quatuor à cordes
- 1966 : Duell pour accordéon et percussion
- 1969 : Stereogram III pour accordéon, xylorimba, vibraphone, crotales et guitare

#### Accordéon soliste et ensemble orchestral
- 1963 : Concerto da camera pour accordéon et orchestre de chambre (révisé en 1965)
- 1967 : Intarzia pour accordéon et orchestre à cordes (révisée en 1981)
- 1971 : Stockholmsmusik pour accordéon et orchestre à cordes
- 1981 : Samspil (concertino) pour accordéon et orchestre

### Musique de chambre
- 1955 : Sonatine pour violon et piano op. 10
- 1957 : Mälarkvartett (quatuor à cordes no 1) (révisé en 1973)
- 1966 : Combinazione pour violon et percussion
- 1967 : Teamwork pour quintette à vent
- 1969 : Quartetto d'aprile (quatuor à cordes no 2)
- 1969 : Tempera pour sextuor de cuivres
- 1975 : Trio fiorente, trio avec piano
- 1976 : Al fresco, fantaisie pour flûte et piano
- 1977 : Triplet pour 4 tubas
- 1978 : Scandinavian Music pour quintette de cuivres
- 1989 : Alla prima

### Musique pour orchestre

#### Symphonies
- 1956 : Symphonie no 1 Kamersymfonie (symphonie de chambre) op. 11 (révisée en 1971)
- 1956 : Symphonie no 2 ...for frihet (pour la liberté) (révisée en 1970)
- 1971 : Symphonie no 3 Sinfonia dolorosa (révisée en 1975)
- 1974 : Symphonie no 4 Sinfonia ecologica (révisée en 1985)
- 1980 : Symphonie no 5
- 1980 : Symphonie no 6 Sarek (révisée en 1988)
- 1986 : Symphonie no 7 Humanity – In memoriam Dag Hammarskjöld (avec soprano, baryton et chœurs) (révisée en 1988)
- 1989 : Symphonie no 8 Kroumata Symphony (révisée en 1992)
- 1996 : Symphonie no 9 Survival

#### Concertos
- 1967 : Concerto sinfonico (Hangarmusik) pour piano
- 1972 : Concert pour marimba (révisé en 1979)
- 1976 : Concert (Fantasia pragense) pour violon (révisé en 1978)
- 1980 : Konzert (Trumpet Music) pour trompette piccolo, percussions, piano et orchestre à cordes

#### Autres œuvres
- 1951 : Divertimento pour orchestre de chambre op. 1
- 1951 : Variationssvit (suite de variations) pour orchestre à cordes
- 1952 : Sinfonietta pour orchestre de chambre
- 1957 : Canzona pour orchestre de chambre op. 12
- 1968 : Sogno pour hautbois et orchestre à cordes (révisé en 1970)
- 1968 : Confrontation ; Evoluzione pour orchestre à cordes
- 1971 : Galax (avec orgue)
- 1974 : Concerto grosso pour violon, violoncelle et orchestre à cordes
- 1977 : Arktis
- 1977 : Schatten, esquisse symphonique
- 1978 : Landskap (paysage) pour tuba, piano et orchestre à cordes (révisé en 1994)
- 1978 : Poetry pour flûte, piano et orchestre à cordes
- 1978 : Sea Room pour cor, piano et orchestre à cordes (révisée en 1989)
- 1979 : Serenad pour orchestre à cordes

### Musique vocale
- 1953 : Psalm 102 pour baryton et quatuor à cordes op. 3
- 1958 : Elegier från bergen (élégie de la montagne), cantate pour ténor, chœur d'hommes et orchestre op. 15
- 1959 : Via tomheten - visioner (par le vide - visions) pour soprano, baryton, chœurs et orchestre op. 17
- 1964 : Anrop (l'appel) pour soprano et orchestre
- 1966 : Den ljusa ön (l'île lumineuse), suite lyrique pour chœur a cappella
- 1973 : Sekund av evighet (le second de l'éternité), opéra (pour la salle de concert)
- 1989 : New Bearings - Seven Songs pour baryton et piano
- 1992 : Irish Love Songs pour baryton et piano
- 1996 : Pour l'éternité - 7 songes du cœur (titre original en français) pour baryton et piano

### Musique de film
- 1954 : Simon Syndaren de Gunnar Hellström
- 1958 : Damen i svart d'Arne Mattsson
- 1960 : Le Juge (Domaren) d'Alf Sjöberg
- 1967 : Hugo et Joséphine (Hugo och Josefin) de Kjell Grede
- 1969 : Le Père (Fadern) d'Alf Sjöberg
- 1971 : Les Gémeaux (Bröder Carl) de Susan Sontag